# 自衛隊記念日

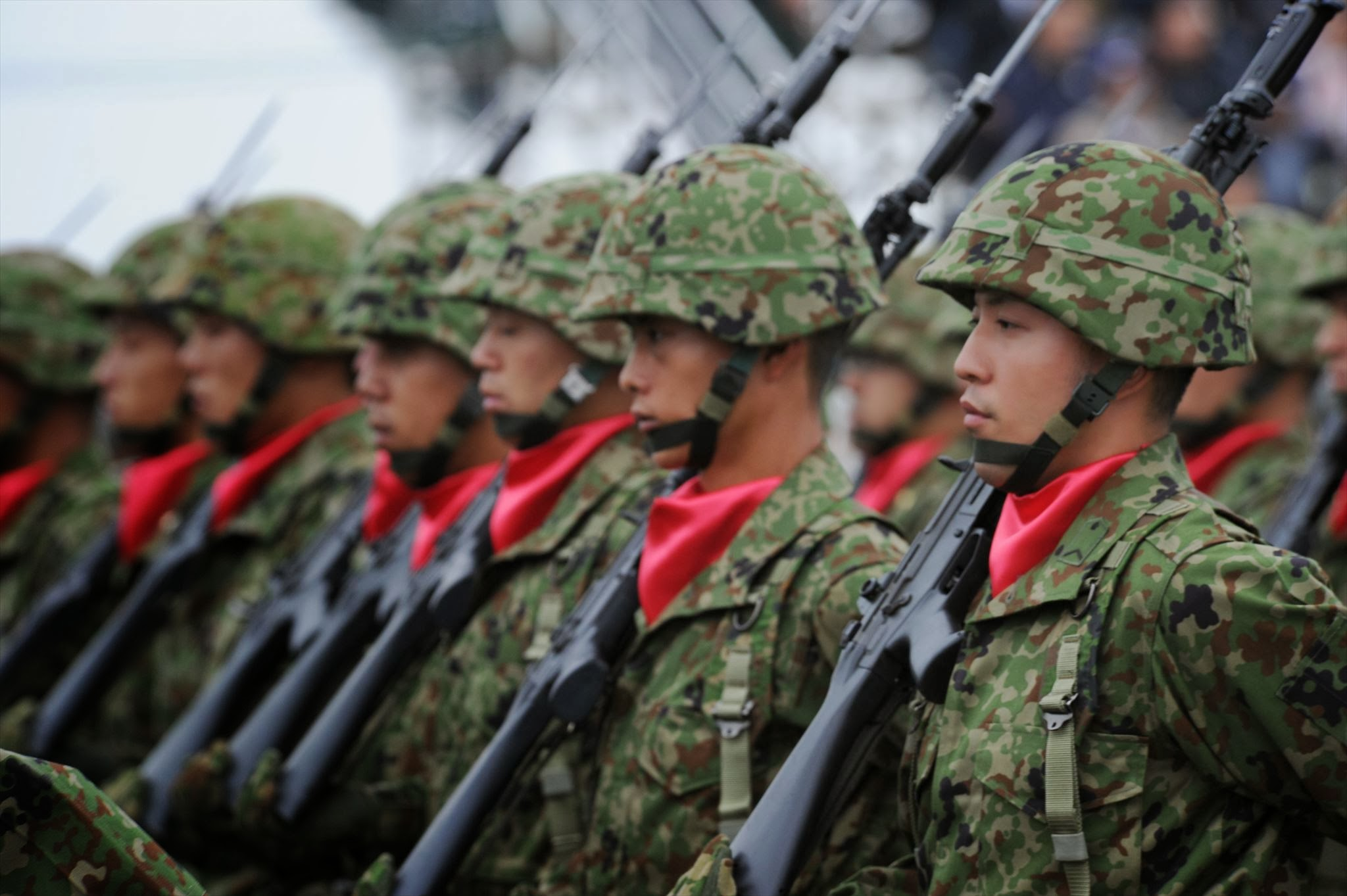
観閲式に参加する隊員たち

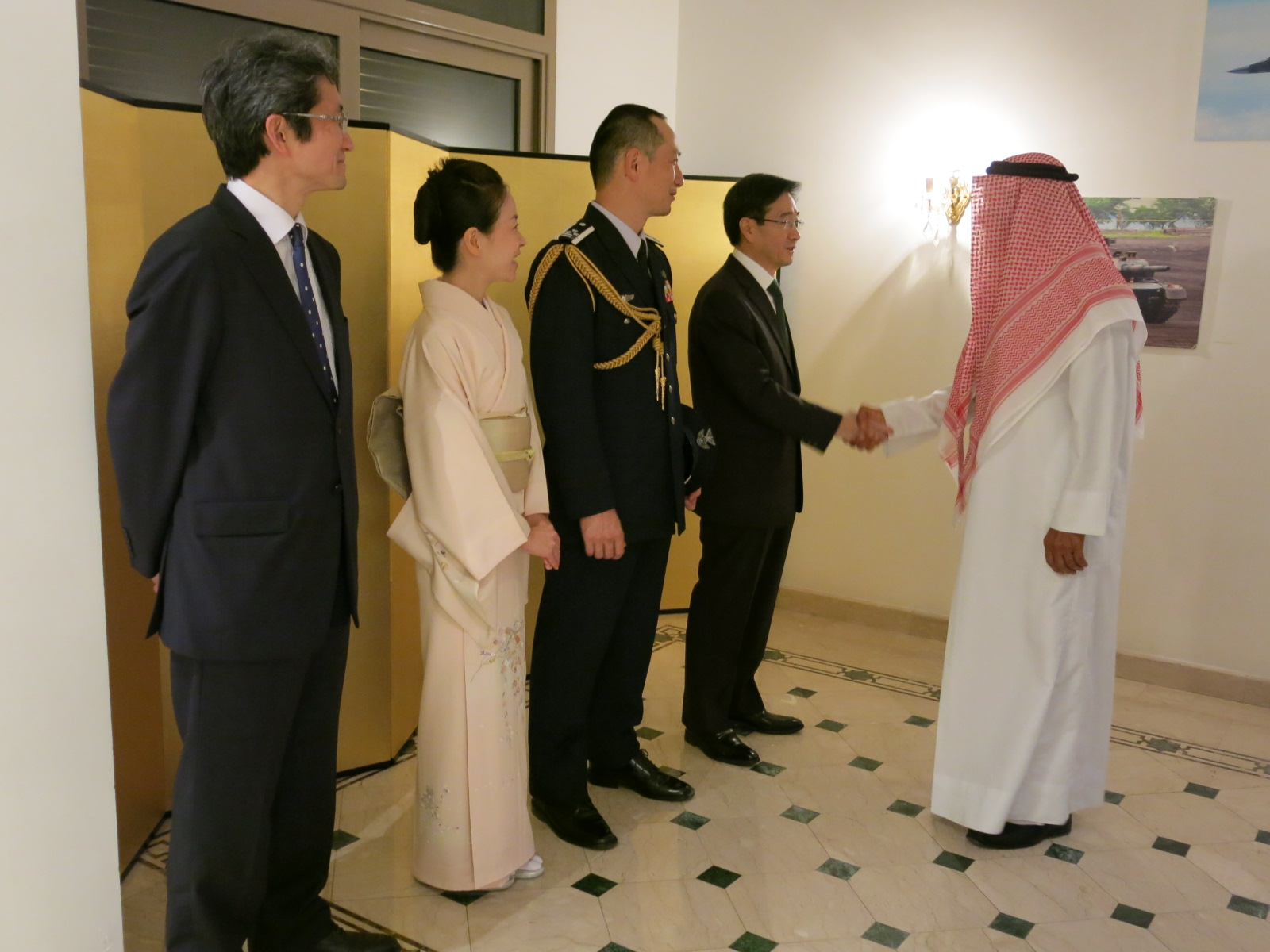
2015年、駐クゥエート大使館にて行われた自衛隊記念日レセプション。

自衛隊記念日（じえいたいきねんび）は、日本の防衛庁が定めた記念日で、毎年11月1日。

## 制定
防衛庁（現・防衛省）、および自衛隊の創立に基づいて1954年（昭和29年）に制定された。
防衛庁・自衛隊が発足した日は、その法的根拠となる「防衛庁設置法」「自衛隊法」が施行された1954年（昭和29年）7月1日だが、台風などの自然災害に伴う自衛隊の出動が予想される夏から秋に記念行事・式典を行うのは都合が悪いため、この時期を避けてこの日を記念日とした。ただし、祝日ではない。この日の前後に防衛省市ヶ谷地区での自衛隊殉職隊員追悼式と、毎年持ち回りで各々3年に1度、陸上自衛隊の中央観閲式、海上自衛隊の観艦式、航空自衛隊の航空観閲式が行われる。また、日本武道館で自衛隊音楽まつりも開催される。
また、海上自衛隊では、基地・一般港湾などに停泊している自衛艦において満艦飾が行われる。
なお、7月1日前後には、防衛駐在官を配置している日本国外の大使館などで、現地の軍人や国防関係者を招いてのレセプションなどが開かれている。